# Dublin City Football Club
El Dublin City Football Club fue un club de fútbol de Irlanda, con sede en Dublín.

## Historia
Los orígenes del club hay que buscarlos en el Home Farm FC de Whitehall (Dublín) en 1928. El club entró en la Liga de Irlanda en 1972 tras una fusión con el Drumcondra de Dublín; como consecuencia de la fusión el club pasó a llamarse Home Farm Drumcondra FC por un breve período. Dicho club logró la Copa de Irlanda en 1975, su mayor logro histórico, lo que les sirvió para clasificarse para la Recopa de Europa donde fueron eliminados en primera ronda por el Racing de Lens francés (1-1 y 0-6). Entre 1995 y 1999 el equipo se denominó Home Farm Everton FC, ya que el Everton de Liverpool tenía participación en él. De dicha etapa destaca el paso de Richard Dunne al equipo inglés el año 1994, a la edad de 15 años.
En 1999 el club sufrió una escisión, de la que surgió el Home Farm Fingal FC (Fingal es uno de los cuatro condados administrativos que sustituyeron al histórico condado de Dublín). En 2001 el Home Farm Fingal pasó a llamarse Dublin City FC, permaneciendo dentro de la Liga de Irlanda, mientras que el original Home Farm FC volvía a su estatus de equipo de juveniles y categorías inferiores.
El Home Farm quizá sea más conocido como cantera de jugadores que después pasan a defender los colores de clubes sénior de Irlanda y el Reino Unido, así como los de la República de Irlanda a nivel internacional.

## Palmarés

### Torneos nacionales
- Primera División de Irlanda (1): 2003

- Datos: Q1263095